# 格林萊克縣 (威斯康辛州)
格林萊克县（英語：Green Lake County）是位於美國威斯康辛州中南部的一個縣。面積985平方公里。根據美國2000年人口普查估計，共有人口19,105人。縣治格林萊克 (Green Lake)。
成立於1858年3月5日。縣名印地安人對同名的湖的顏色形容的翻譯。